# Giro di Toscana 1981
Il Giro di Toscana 1981, cinquantacinquesima edizione della corsa, si svolse il 1º agosto su un percorso di 222 km, con partenza e arrivo a Reggello. Fu vinto dall'italiano Gianbattista Baronchelli della Bianchi-Piaggio davanti ai connazionali Pierino Gavazzi e Francesco Moser.

## Ordine d'arrivo (Top 10)
| Pos. | Corridore                | Squadra               | Tempo    |
| ---- | ------------------------ | --------------------- | -------- |
| 1    | Gianbattista Baronchelli | Bianchi-Piaggio       | 5h49'25" |
| 2    | Pierino Gavazzi          | Magniflex-Olmo        | s.t.     |
| 3    | Francesco Moser          | Famcucine-Campagnolo  | s.t.     |
| 4    | Wladimiro Panizza        | Gis Gelati-Campagnolo | a 6"     |
| 5    | Alessandro Pozzi         | Sammontana-Benotto    | s.t.     |
| 6    | Palmiro Masciarelli      | Famcucine-Campagnolo  | a 33"    |
| 7    | Marino Amadori           | Magniflex-Olmo        | s.t.     |
| 8    | Roberto Visentini        | Sammontana-Benotto    | a 40"    |
| 9    | Gabriele Landoni         | Gis Gelati-Campagnolo | a 1'46"  |
| 10   | Franco Conti             | Selle San Marco       | a 4'55"  |